# Eugenia stipitata
Eugenia stipitata är en myrtenväxtart som beskrevs av Mcvaugh. Eugenia stipitata ingår i släktet Eugenia och familjen myrtenväxter.

## Underarter
Arten delas in i följande underarter:
- E. s. sororia
- E. s. stipitata

## Bildgalleri

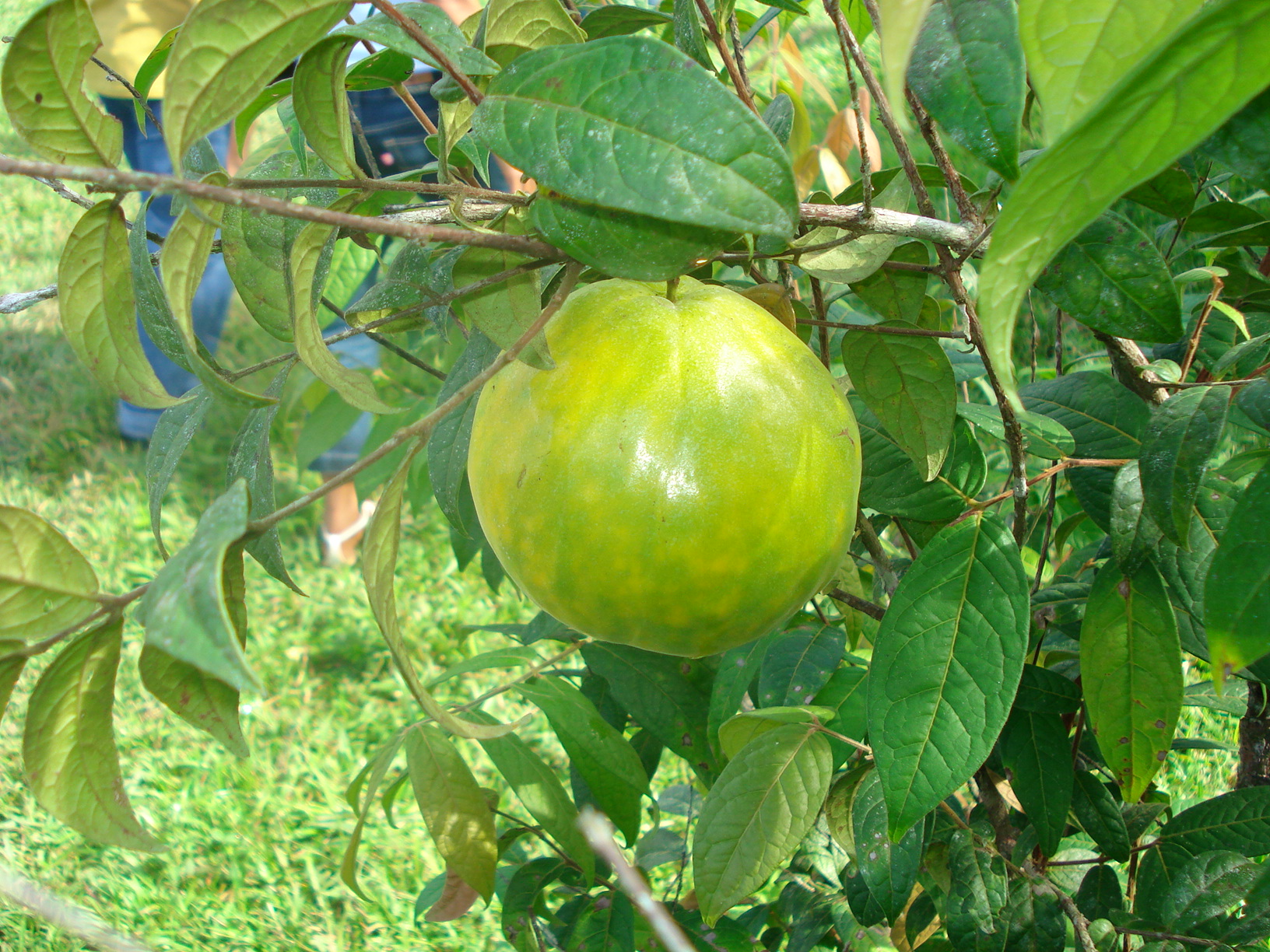
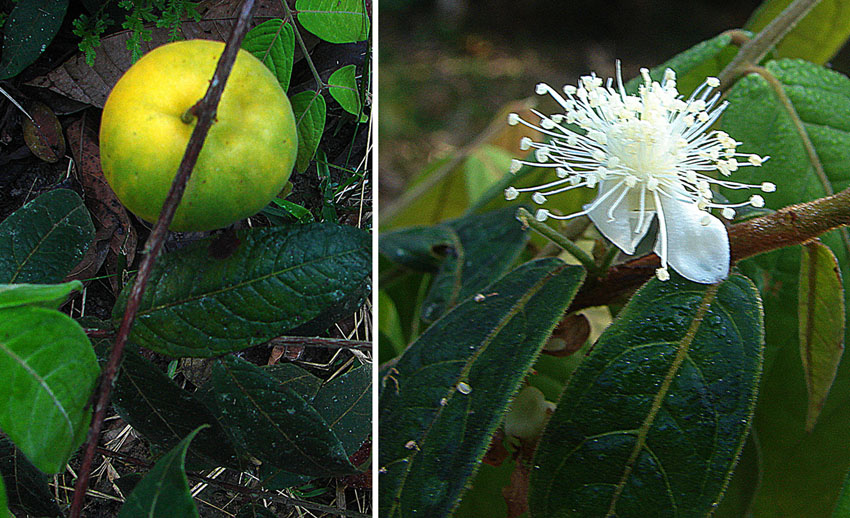
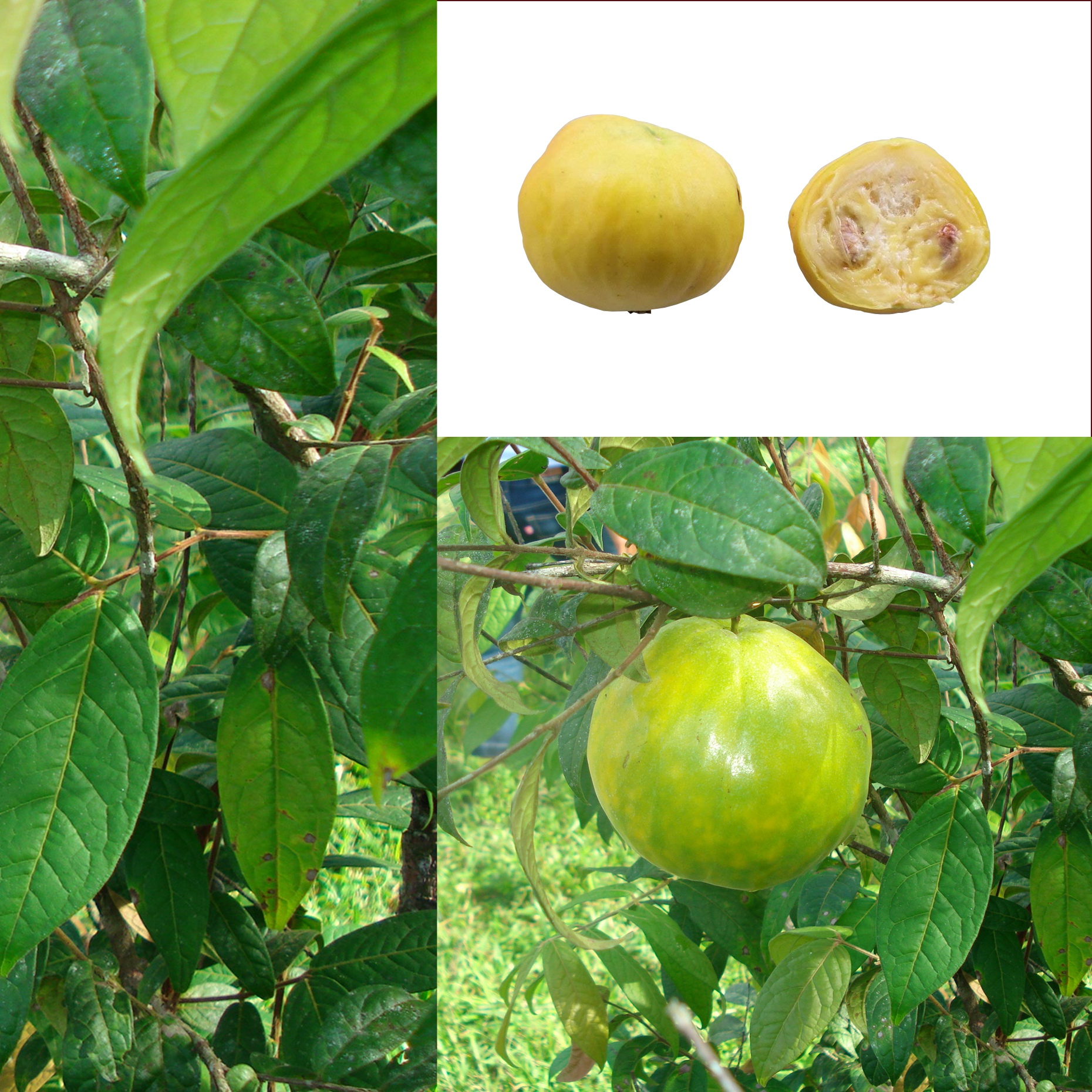